# Los Magueyes
Los Magueyes es una localidad del estado mexicano de Jalisco. Es parte del municipio de San Pedro Tlaquepaque.

## Demografía
| Censo | Población |
| ----- | --------- |
| 2000  | 28        |
| 2010  | 541       |
| 2020  | 1 620     |